# Jindřich Blažej Vávra

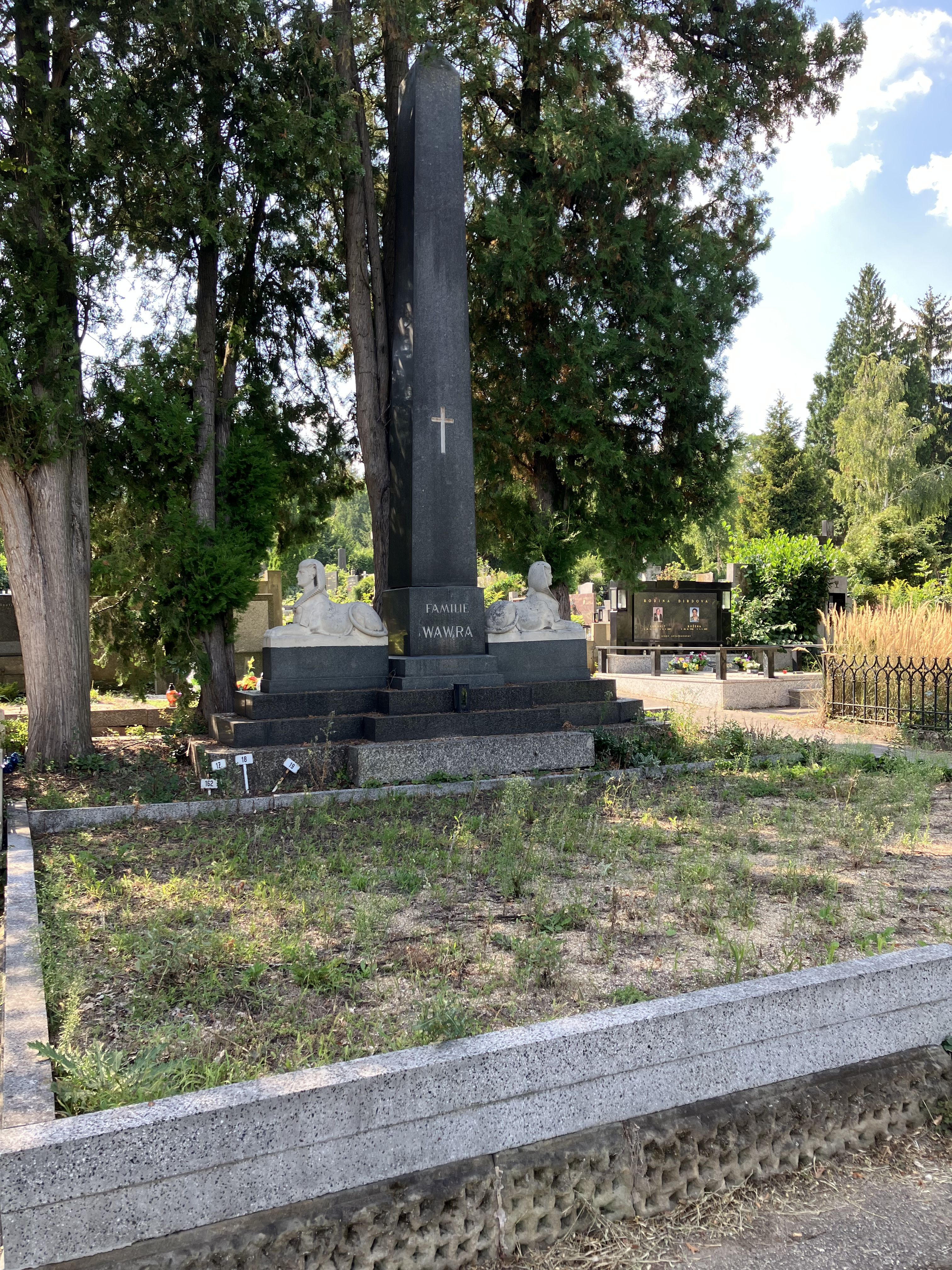
Hrob Jindřicha Blažeje Vávry

Jindřich Blažej Vávra, znám též jako Heinrich Wawra Ritter von Fernsee (2. února 1831 Brno – 25. května 1887 Baden u Vídně) byl rakouskouherský lékař, cestovatel a botanik. Během svých cest, které vykonal ve službách Rakousko-Uherska, popsal 173 nových botanických druhů. Za zásluhy byl několikrát oceněn a 6. 3. 1873 povýšen do rytířského stavu s přídomkem von Fernsee – z dalekých moří.

## Ve službách námořnictva
Začínal u válečného loďstva jako lékař a chirurg.
- 1856 Středozemní moře na lodi Saida
- 1857–1858 Na korvetě Carolin, doprovodné lodi při vědecké výpravě fregaty SMS Novary projel trasu Gibraltar, Madeira, Tenerife, Brazílie a poté do Buenos Aires. Lodě se rozdělily u jihoafrických břehů, Carolina se z Kapského Města vydala podél západoafrického pobřeží na cestu zpět.
- 1859–1860 Na expediční lodi Elisabeth s arcivévodou Maxmiliánem Habsburským, do brazilských deštných pralesů. Vávra zde sloužil nejen jako lékař, ale i jako ochránce nasbíraných rostlinných materiálů. Maxmilián mu svěřil literární zpracování botanických pasáží cestopisu, který připravoval.
- 1864–1865 Na fregatě SMS Novara, která odvážela budoucího mexického císaře Maxmiliána do Mexika.
- 1868–1871 Na fregatě Dunaj obeplul zeměkouli. Při této cestě pobýval několik týdnů v Číně a v Mongolsku, ve kterém nasbíral rozsáhlé herbářové sbírky. Podrobný popis této výpravy publikoval Antonín Rašín ve Sborníku České společnosti zeměvědné v roce 1896.
- 1872–1873 Na cestě kolem světa doprovázel bratry, prince Filipa a Augusta Sasko-Koburské. Cestovali po trase USA – cesta napříč kontinentem z New Yorku do Kalifornie, Austrálie, Japonsko, podhůří Himálaje, Srí Lanka.

## Literárně činný
V roce 1866 ve Vídni vydal knihu Botanische Ergebnisse der Reise Seiner Majestät des Kaisers von Mexiko Maximilian I. nach Brasilien (1859-60) popisující a hodnotící botanické výsledky brazilské expedice arcivévody Maxmiliána Habsburského z let 1859 až 1860.

## Ocenění
- 1868 řád Františka Josefa (Rakousko-Uhersko)
- 1871 řád Železné koruny III. třídy (Rakousko-Uhersko)
- 1873 řád komturského kříže II. třídy (Koburský vévoda)
- 1879 řád Růže (Brazilské císařství),
- řád Quadelup (Mexické císařství)
- Jeho přínos pro botaniku ocenili i jeho kolegové botanici, když jeho jménem pojmenovali 10 botanických druhů a jeden rod z čeledi broméliovitých, kterými se se Vávra hlouběji zabýval, nazvali jeho přídomkem Fernseea.

Je pohřben na Ústředním hřbitově v Brně, sk. 18/hr. 17–21.

## Výstava, Brno
Moravské zemské muzeum připravilo výstavu s názvem Jindřich Vávra : rytíř Dalekých moří a k výstavě v roce 1998 vydalo stejnojmenný katalog.